# Томашув-Мазовецки
Тома́шув-Мазове́цки (пол. Tomaszów Mazowiecki) — город в Томашувском повете Лодзинского воеводства. Расположен на реке Пилица. Основан в 1363 году, статус города получил в 1830 году.
Численность населения — 63 771 житель (2016 г). Площадь — 41,3 км².

## Этимология
Название «Томашув-Мазовецкий» было дано городу вместе с городскими правами в 1830 году. Вторая часть названия («-Мазовецкий») была дана, чтобы отличать новый город от Томашува-Любельского, существующего с XV века. «Мазовецкий» был выбран из-за административной принадлежности поселения в то время. После наполеоновских войн, в соответствии с положениями Венского конгресса, с 1816 года город вошёл в состав Мазовецкого воеводства (позднее — губернии), в состав Царства Польского, подчинённого Российской империи. Город расположен на стыке трёх историко-культурных областей: серадзской (центр города и районы на левом берегу Пилицы и южнее Волбурки (поль.); ленчицкой (районы на левом берегу Пилицы и севернее Волбурки) и сандомирской, которая является частью Малой Польши (пригороды на правом берегу Пилицы).

## Известные уроженцы и жители
- Оскар Ланге
- Юзеф Локетек — польский социалист и криминальный авторитет, командир варшавской Рабочей милиции.
- Антоний Островский (1782—1845) — польский военный и государственный деятель, генерал, участник восстания (1830). Назвал город в честь своего отца — основателя Томашова Т. А. Островского.
- Тадеуш Хмелевский — польский кинорежиссёр и сценарист. Почётный гражданин г. Томашув-Мазовецкий.
- Михаэль Села — израильский учёный.